# Kateryna Tarasenko
Kateryna Tarasenko (Ucraniano: Катерина Тарасенко; nacida el 6 de agosto de 1987 en Dnipropetrovsk) es una remera ucraniana. 

## Biografía
Junto con Yana Dementieva  acabó en 7.º lugar en la especialidad de doble scull en los Juegos Olímpicos de Pekín 2008. Ambas ganaron cuatro años después la medalla de oro en la especialidad de cuatro scull, junto a las también ucranianas Nataliya Dovgodko y Anastasiia Kozhenkova.